# Teleférico Bicentenario
El Teleférico Bicentenario será un medio de transporte aéreo, actualmente en construcción, que conectará por las comunas de Providencia, Vitacura y Huechuraba en Santiago, Chile. 
El proyecto cruzará el Parque Metropolitano y conectará los barrios financieros Sanhattan y Ciudad Empresarial. Asimismo, será el primer teleférico integrado al transporte público en Chile.
Las obras de construcción comenzaron el 20 de diciembre de 2023.

## Historia

### Primera propuesta (2010)
El proyecto fue presentado públicamente por parte de la consulta Nueva Vía Limitada por primera vez el 16 de septiembre de 2010. La propuesta contemplaba inicialmente cinco estaciones: Metro Tobalaba, Costanera Center, Santa Rosa de Las Condes, Parque Bicentenario y Ciudad Empresarial.

### Anuncio oficial, proyecto original y críticas (2017)
El 22 de julio de 2017, los entonces Ministro de Obras Públicas, Alberto Undurraga, el Intendente de la Región Metropolitana, Claudio Orrego, y el alcalde de Huechuraba, Carlos Cuadrado, anunciaron oficialmente el proyecto dando inicio al proceso de licitación.
En ese entonces, fue informado que el proyecto se administraría a través de una concesión por un máximo de 30 años, con un costo total de 82 millones de dólares. En 2025, el costo total ascendía a 80 millones de dólares.
El proyecto presentado en 2017 tenía una extensión aproximada de 3,4 kilómetros y tres estaciones. La estación terminal sur sería «Luis Thayer Ojeda», ubicada en la Plaza Nueva Zelanda en la calle homónima, combinando con la estación Tobalaba de las líneas 1 y 4 del Metro de Santiago; «Parque Metropolitano» en el lugar homónimo y «Ciudad Empresarial» en la intersección de las calles Santa Clara y avenida El Parque en el sector homónimo. El trayecto tomaría 13 minutos y contaría con 148 cabinas, cada una con capacidad para 10 personas.
Al anunciarse su construcción, la entonces alcaldesa de Providencia, Evelyn Matthei, criticó el emplazamiento de la estación terminal «Luis Thayer Ojeda» y anunció acciones legales para detener el proyecto. Mientras tanto, el presidente de la Asociación de Concesionarios de Obras de Infraestructura Pública (Copsa), Leonardo Daneri, aseguró que el estudio se basó en un análisis de flujos demasiado antiguos.
Por otra parte, Ricardo Abuauad, entonces director de la Escuela de Arquitectura de la Universidad Diego Portales, dijo que el proyecto no resolvería la congestión vehicular de la zona.

### Avance del proyecto (2018-)

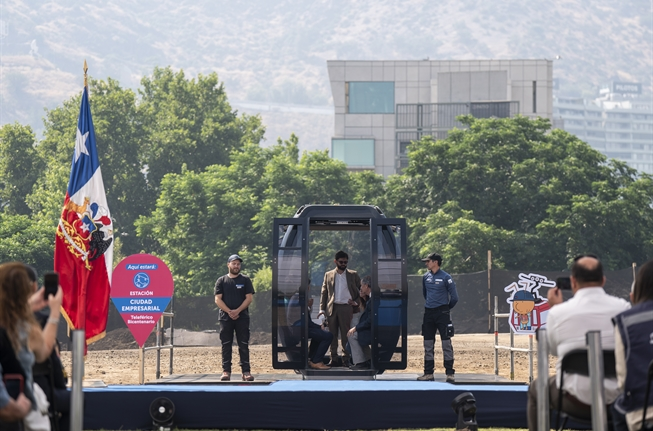
El presidente Gabriel Boric encabezando el inicio de obras del Teleférico Bicentenario el 20 de diciembre de 2023, en el sitio donde se ubicará la estación Ciudad Empresarial

El 15 de enero de 2018, el ministerio de Obras Públicas abrió las ofertas económicas recibidas en la licitación. En octubre de ese año, la Municipalidad de Providencia y el ministerio de Obras Públicas llegaron a un acuerdo para reubicar la estación «Luis Thayer Ojeda» en la intersección de avenida Vitacura con Tajamar, sobre el canal San Carlos.
Las obras de construcción se iniciaron el 20 de diciembre de 2023 mediante un acto realizado en el sitio de la futura estación Ciudad Empresarial en Huechuraba.
En febrero de 2025, el ministerio de Obras Públicas anunció que las obras tenían un 12% de avance,principalmente por la instalación de las torres que sostienen el cableado y el inicio de trabajos en áreas críticas de infraestructura y faenas en tres frentes.
El 9 de abril de ese mismo año, la ministra de Obras Públicas, Jessica López Saffie, junto al alcalde de Providencia, Jaime Bellolio, y el alcalde de Huechuraba, Maximiliano Luksic, presentaron la primera de las 121 cabinas que integrarán el sistema. Las cabinas son fabricadas por la empresa suiza Doppelmayr y cada una contará con una capacidad máxima para 10 pasajeros, transportando un estimado de 3000 pasajeros por hora en cada sentido. Ese mismo día se informó que las obras tenían un 28% de avance.
El 18 de julio de ese mismo año, la Sociedad Concesionaria Teleférico Bicentenario informó que el proyecto llevaba un 35% de avance.

## Concesionaria
La sociedad concesionaria se llama Sociedad Concesionaria Teleférico Bicentenario y está integrada por Doppelmayr-Garaventa (42,5%), Icafal (42,5%) y Ciudad Empresarial (10%). El 5% restante pertenece a los proponentes originales de la iniciativa, Nueva Vía, ligada a Guillermo Guerrero, Martín Santa María, Clemente Pérez, Claudio Seebach y Pablo Allard.

## Estaciones

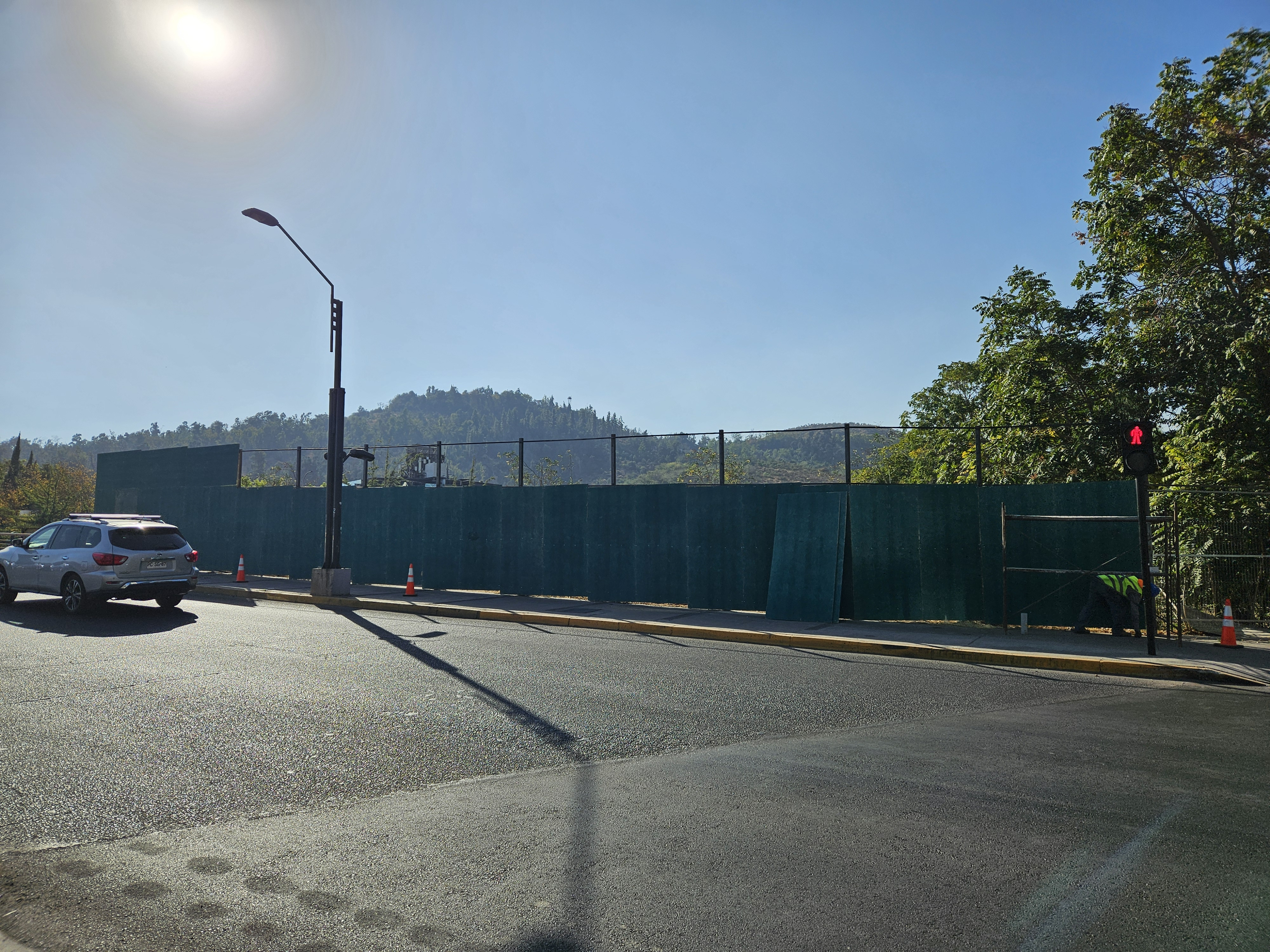
Instalación de vallas perimetrales de la construcción cercano a estación Nueva Tobalaba en 2024

Las futuras estaciones del Teleférico Bicentenario son tres, aunque el nombre definitivo de Nueva Tobalaba aún no ha sido confirmado:
| Estación             | Inauguración | Acceso para discapacitados | Ubicación                                  | Comuna      | Estado          |
| -------------------- | ------------ | -------------------------- | ------------------------------------------ | ----------- | --------------- |
| Ciudad Empresarial   | est. 2027    | Acceso para discapacitados | Avenida del Parque con Avenida Santa Clara | Huechuraba  | En construcción |
| Parque Metropolitano | est. 2027    | Acceso para discapacitados | Federico Albert con Rodrigo Phillipi       | Vitacura    | En construcción |
| Nueva Tobalaba       | est. 2027    | Acceso para discapacitados | Avenida Vitacura con Nueva Tobalaba        | Providencia | En construcción |